# Broktinamo
Broktinamo (Crypturellus variegatus) är en fågel i familjen tinamoer inom ordningen tinamofåglar.

## Utseende och läte
Broktinamo är en knubbig hönslliknande fågel med mycket kort stjärt. Den är relativt liten för en tinamo, med slående fjäderdräkt: djupt rostrött i nacken som konstraterar med svartaktig ovansida tydligt tvärbandad i beige. Sången består av en enda visslande ton följt av en paus och en serie med kortare frågvisa stigande toner.

## Utbredning och systematik
Fågeln förekommer i Colombia, Venezuela, Guyana, norra Bolivia och Amazonområdet i Brasilien. Den behandlas som monotypisk, det vill säga att den inte delas in i några underarter.

## Levnadssätt
Broktinamon hittas i tät undervegetation i terra firme-skog. Där lever den tillbakadraget och promenerar fram på marken. Arten är relativt vanlig och vida spridd, men ses sällan.

## Status och hot
Arten har ett stort utbredningsområde, men tros minska i antal, dock inte tillräckligt kraftigt för att den ska betraktas som hotad. Internationella naturvårdsunionen IUCN listar arten som livskraftig (LC).

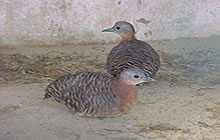